# Atobe Katsusuke
Atobe Katsusuke (跡部 勝資?) (n.  ? – d. 3 aprilie 1582) a fost un samurai japonez care a luptat de partea clanului Takeda în războiul civil între diferitele clanuri feudale în epoca Sengoku a istoriei Japoniei.
Rolul său în filmul Kagemusha (1980) al lui Akira Kurosawa a fost interpretat de actorul Kōji Shimizu.